# Moscatel de Setúbal

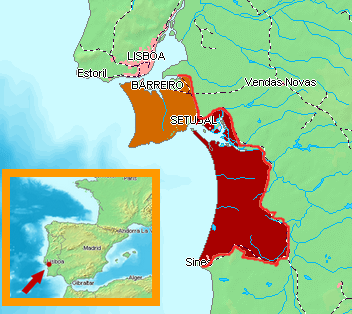
Appellation Terras do Sado
orange: DOC Setúbal
rot: DOC Palmela
2009 wurden die beiden DOs zur DO Península de Setúbal zusammengefasst

Moscatel de Setúbal ist neben dem Madeira und Portwein der dritte große Dessertwein Portugals. Wie diese ist auch der Moscatel de Setúbal ein Fortifizierter Wein.
Obwohl die Weinbauregion um Setúbal nach der des Douro schon seit 1907 Appellationsstatus genießt, sind die zum Teil herausragenden Süßweine aus diesem Weinbaugebiet in Mitteleuropa fast unbekannt. Heute ist die ehemalige Appellation Setúbal Teil des relativ großen Weinbaugebietes Terras do Sado, das die Halbinsel von Setúbal sowie den südlich daran anschließenden Küstenabschnitt, die Costa Azul, und deren Hinterland umfasst. Aus zuvor zwei Appellationen bestehend, ist dieses Weinbaugebiet seit 2009 in der DOC (Denominação de Origem Controlada) Península de Setúbal zusammengefasst. In der Region Setúbal, die neben den klimatischen Einflüssen des Atlantiks im Herbst vor allem durch kühle und sehr feuchte Luftströmungen aus dem Tejo-Ästuar geprägt ist, werden vor allem Gelber Muskateller und Roter Muskateller kultiviert, aus denen auch der Moscatel de Setúbal, zumindest zu 85 Prozent besteht. Diese Weine können das höchste portugiesische Qualitätssiegel für Fortifizierte Weine VLQPRD (Vinhos Licorosos de Qualidade Produzidos em Região Determinada) tragen. Weine, die weniger als 85 % Anteil an Muskattrauben, aber mehr als 67 % aufweisen, tragen den Herkunftsnamen Setúbal. Verschnittpartner sind meist Boais, unterschiedliche Malvasier und Arinto. Die Muskatreben finden auf den kalkhaltigen, sandigen und tonigen Böden der Halbinsel ausgezeichnete Wachstums- und Reifebedingungen vor. Die besten Lagen befinden sich in den Kalksteingebieten der Serra da Arrábida.

## Herstellung
Die Besonderheit im Herstellungsverfahren dieser Weine liegt darin, dass sie sehr lange (sechs Monate und mehr) auf Maische stehen.
Die spät gelesenen Trauben werden entstielt und leicht gequetscht in Maischefässer oder Betontanks gegeben, wo sie relativ kurz vergären, bis etwa ein Alkoholgrad von 12 Volumenprozent bei einem Restzuckergehalt von unter 100 Gramm/Liter erreicht ist. Danach wird kräftig mit reinem Weingeist aufgespritet, sodass die Hefen absterben und die Gärung abbricht. Nun lagert dieses Gärgut noch zumindest sechs Monate, oft aber bis zu einem Jahr in den Gärbehältern, bevor es gepresst, gefiltert und auf große Eichen-, zuweilen auch Mahagonifässer gezogen wird. Nun reift der Jungwein mindestens fünf Jahre, in der Regel aber bedeutend länger, bevor er in Flaschen abgefüllt wird. Ursprünglich machten auch ausgewählte Moscatels in relativ kleinen Fässern die Torna viagem, die Schiffsreise in die portugiesischen Überseeprovinzen durch, wodurch der Reifungsprozess besonders unterstützt wurde. Heute erspart moderne Kellertechnik dieses aufwändige Verfahren; Weine, die die Torna hinter sich haben, lagern jedoch noch immer in den Kellern einiger Erzeuger; sie sind jetzt weit über 100 Jahre alt und sind von bester Trinkqualität.

## Weincharakteristik
Der Moscatel de Setúbal ist ein süßer, aber in seiner Süße nie aufdringlicher, alkoholstarker Dessertwein. Gelungene Produkte weisen eine Fülle von exotischen Aromen auf, in der neben dem rebsortentypische Muskatton noch Geschmacksnuancen von Orangenschalen, Zimt und Koriander, sowie vielfältige Fruchttöne spürbar werden. Bei sehr lange gelagerten Weinen überwiegen dann Karamell- und Schokoladenaromen und die Produkte weisen eine fast dickflüssige, cremige Konsistenz auf. Gute Moscatels, vor allem jene, die außer der dominierenden Muskattraube noch kleine Mostanteile anderer Trauben, vor allem der stärker säurebetonten Arinto und Boais enthalten, weisen eine gute Säurestruktur auf. Die Farbe dieser Weine ist abhängig von den Grundweinen und der Dauer der Fassreife. Junge Moscatels aus der Gelben Muskatellertraube, also Weine von etwa 10 Jahren, sind von leuchtend dunkelgelber, helloranger Farbe. Mit längerer Fassreife dunkelt dieser Farbton ab, sodass ältere Produkte cognacfarben sind, wobei jedoch der Orangeton nie ganz verschwindet. Weine aus der Roten Muskateller, die Roxos, sind von Anfang an bräunlich oder dunkel bernsteinfarben. Alle diese Weine sind sehr gut, die besten unter ihnen fast unbeschränkt haltbar. Sie sollten nicht stark gekühlt, etwa mit 14°-16 °C (als Aperitif etwas kälter) getrunken werden. Sie passen wunderbar zu Schokoladen- oder Nougatdesserts, aber auch zu Käse, etwa zu Gorgonzola oder Roquefort.
Insgesamt sind die Süßweine aus der DOC Setúbal bemerkenswerte, einige sogar herausragende Produkte, die zu den besten Dessertweinen zu zählen sind, die aus den Muskattrauben gewonnen werden.